# 真爱之百万新娘
《真爱之百万新娘》，又名《百万新娘》，改編台湾金牌连续剧《长男的媳妇》，为2006年中国大陆长篇连续剧，以家乡情仇为背景。跟《百万新娘之爱无悔》内容不同是主要讲述上两代的恩怨情仇，没有讲述第三代的恩怨。

## 首播
| 頻道           | 所在地 | 播映日期      | 備註 |
| 深圳电视剧频道 | 中国   | 2006年4月16日 |      |
| 深圳卫视       | 中国   | 2006年5月14日 |      |

## 概說
主要是讲说王家兩代的恩怨情仇，最终结局是一家团圆。

## 演員
| 角色   | 演员   | 背景/昵称                                              |
| 袁咏仪 | 林敏君 | 王家长媳妇, 王绍华第二任妻子, 王英杰之繼母、王慧仪之母 |
| 倪齐民 | 王绍华 | 王光耀長儿, 林敏君之夫, 王英杰、王慧仪之父             |
| 岳跃利 | 王光耀 | 王家一家之主, 何莉之夫                                 |
| 夏台凤 | 何莉   | 王光耀之妻, 王绍华、王绍康、王绍玲之母                 |
| 张亮   | 王绍康 | 王光耀二子, 陈玉之夫                                   |
| 李琳   | 陈玉   | 王家二媳妇, 王绍康之妻                                 |
| 徐玉兰 | 黄玉梅 | 王光耀青梅竹马, 黄崇明之母                             |
| 王伟华 | 黄崇明 | 王光耀与黄玉梅的私生子, 曾喜歡林敏君                   |
| 馨子   | 林薇   | 林敏君堂妹, 喜欢王绍康                                 |
| 张芝华 | 李好   | 林敏君妈妈                                             |
| 王安琪 | 王绍玲 | 王光耀幼女                                             |
| 许榕真 | 洪霞   | 王绍华第一任妻子                                       |
| 黄达亮 | 陈万利 | 陈玉的父亲                                             |
| 王志华 | 林诚   |                                                        |
| 萧赫   | 林坤   | 林敏君弟弟                                             |
| 唐群   | 杨千金 |                                                        |
| 张逸群 | 罗敬德 |                                                        |
| 季天赋 | 王英杰 | 王绍华长子,林敏君之繼子                                |

## 相關聯結
《真爱之百万新娘》新華網專題 （页面存档备份，存于）